# Nikita Kuzmin
Nikita Kuzmin (en ucraniano: Нікіта Кузьмін; Kiev, 23 de diciembre de 1997) es un bailarín de salón y coreógrafo ucraniano, más conocido por ser uno de los bailarines profesionales del programa británico de baile Strictly Come Dancing de la BBC, y anteriormente en su versión alemana Let's Dance de RTL. Es también poseedor de seis títulos del Campeonato de Italia. En 2024 fue el subcampeón de la vigesimotercera temporada de Celebrity Big Brother.

## Primeros años
Kuzmin nació el 23 de diciembre de 1997 en Kiev, Ucrania. Su familia se trasladó a Italia cuando Kuzmin tenía nueve años. A los 13 años le diagnosticaron diabetes de tipo 1. Tiene una hermana mayor, Anastasia Kuzmina, que ha aparecido como bailarina profesional en Ballando con le Stelle. Desde los 18 años vive en Fráncfort, Alemania.

## Carrera

### Let's Dance
En 2020, Kuzmin se convirtió en bailarín profesional en el concurso de baile de RTL, Let's Dance, para la decimotercera temporada, donde formó pareja con la rapera Sabrina Setlur. Fueron la segunda pareja en ser eliminada. Kuzmin no regresó para la decimocuarta temporada.
- Temporada 13 con Sabrina Setlur

| Semana | Baile / Canción                  | Puntajes de los jueces | Puntajes de los jueces | Puntajes de los jueces | Resultado       |
| Semana | Baile / Canción                  | J. G.                  | M. M.                  | J. L.                  | Resultado       |
| ------ | -------------------------------- | ---------------------- | ---------------------- | ---------------------- | --------------- |
| P. L.  | Grupo de Tango / «Hey Sexy Lady» | 5                      | 5                      | 5                      | Sin eliminación |
| 1      | Vals vienés / «Dangerous Woman»  | 4                      | 4                      | 1                      | Dos últimos     |
| 2      | Chachachá / «On the Floor»       | 5                      | 5                      | 2                      | Eliminados      |

### Strictly Come Dancing
El 26 de julio de 2021, Kuzmin fue anunciado como uno de los cuatro nuevos bailarines profesionales que se incorporaban a la decimonovena temporada de Strictly Come Dancing. Al incorporarse al programa, declaró: «Siempre me ha sorprendido la magia que desprende Strictly Come Dancing y, sea cual sea el país en el que he vivido, nunca me he perdido la oportunidad de verlo. Unirme a él como bailarín profesional es mi gran oportunidad de hacer magia en la pista de baile más famosa. Estoy impaciente por darlo todo». Kuzmin también ha trabajado anteriormente para la compañía de baile de la juez Motsi Mabuse en Alemania. En su primera temporada formó pareja con la chef y presentadora Tilly Ramsay, siendo eliminados del concurso en la décima semana y se ubicaron en el sexto puesto. Al siguiente año, fue emparejado en la vigésima temporada con la nadadora paralímpica Ellie Simmonds, siendo la sexta pareja eliminada del concurso y quedando en el décimo puesto. Para la vigesimoprimera temporada tuvo como pareja al actor Layton Williams, formando una pareja del mismo sexo; ambos llegaron a la final y terminaron como uno de los subcampeones, perdiendo ante los ganadores Ellie Leach y Vito Coppola. Fue asignado como pareja de la hockista olímpica y presentadora Sam Quek para la vigesimosegunda temporada, alcanzando la décima posición al ser eliminados en la séptima semana.
Kuzmin también participó en el especial de Navidad de 2024, en el que fue emparejado con la actriz Tamzin Outhwaite.
| Temporada | Pareja          | Puesto | Promedio |
| --------- | --------------- | ------ | -------- |
| 19        | Tilly Ramsay    | 6.º    | 31.50    |
| 20        | Ellie Simmonds  | 10.º   | 29.29    |
| 21        | Layton Williams | 2.º    | 36.75    |
| 22        | Sam Quek        | 10.º   | 27.00    |

- Temporada 19 con Tilly Ramsay

| Semana | Baile / Canción                        | Puntajes de los jueces | Puntajes de los jueces | Puntajes de los jueces | Puntajes de los jueces | Resultado       |
| Semana | Baile / Canción                        | C. R.                  | M. M.                  | S. B.                  | A. D.                  | Resultado       |
| --- | -------------------------------------- | ---------------------- | ---------------------- | ---------------------- | ---------------------- | --------------- |
| 1 | Vals / «Consequences»                  | 5                      | 5                      | 6                      | 5                      | Sin eliminación |
| 2 | Charlestón / «Yes Sir, That's My Baby» | 8                      | 9                      | 9                      | 8                      | Salvados        |
| 3 | Jive / «The Nicest Kids in Town»       | 6                      | 7                      | 7                      | 7                      | Salvados        |
| 4 | Pasodoble / «Diablo Rojo»              | 6                      | 8                      | 9                      | 9                      | Salvados        |
| 5 | Foxtrot / «Little Things»              | 9                      | 9                      | 9                      | 9                      | Salvados        |
| 6 | Chachachá / «Spooky Movies»            | 8                      | 9                      | 9                      | 9                      | Salvados        |
| 7 | Tango / «Kings & Queens»               | 8                      | 8                      | 7                      | 8                      | Dos últimos     |
| 8 | Quickstep / «I Won't Dance»            | 7                      | 7                      | 7                      | 8                      | Dos últimos     |
| 9 | Jazz / «Revolting Children»            | 101                    | 10                     | 10                     | 10                     | Salvados        |
| 10 | Samba / «Levitating»                   | 7                      | 72                     | 8                      | 8                      | Eliminados      |
| 1Puntaje dado por la juez invitada Cynthia Erivo en lugar de Revel Horwood. 2Puntaje dado por la juez invitada Cynthia Erivo en lugar de Mabuse. |                                        |                        |                        |                        |                        |                 |

- Temporada 20 con Ellie Simmonds

| Semana | Baile / Canción                        | Puntajes de los jueces | Puntajes de los jueces | Puntajes de los jueces | Puntajes de los jueces | Resultado       |
| Semana | Baile / Canción                        | C. R.                  | M. M.                  | S. B.                  | A. D.                  | Resultado       |
| ------ | -------------------------------------- | ---------------------- | ---------------------- | ---------------------- | ---------------------- | --------------- |
| 1      | Chachachá / «Dance»                    | 6                      | 7                      | 7                      | 6                      | Sin eliminación |
| 2      | Vals / «Can't Help Falling in Love»    | 7                      | 8                      | 7                      | 8                      | Salvados        |
| 3      | Quickstep / «Peppy and George»         | 6                      | 7                      | 7                      | 7                      | Salvados        |
| 4      | Salsa / «I Love Your Smile»            | 7                      | 8                      | 7                      | 8                      | Salvados        |
| 5      | Pasodoble / «Montagues and Capulets»   | 6                      | 8                      | 8                      | 8                      | Salvados        |
| 6      | Foxtrot / «Scooby Doo, Where Are You?» | 6                      | 8                      | 7                      | 8                      | Salvados        |
| 7      | Charlestón / «Too Darn Hot»            | 7                      | 9                      | 8                      | 9                      | Eliminados      |

- Temporada 21 con Layton Williams

| Semana         | Baile / Canción                                   | Puntajes de los jueces | Puntajes de los jueces | Puntajes de los jueces | Puntajes de los jueces | Resultado       |
| Semana         | Baile / Canción                                   | C. R.                  | M. M.                  | S. B.                  | A. D.                  | Resultado       |
| -------------- | ------------------------------------------------- | ---------------------- | ---------------------- | ---------------------- | ---------------------- | --------------- |
| 1              | Samba / «Touch»                                   | 7                      | 8                      | 7                      | 7                      | Sin eliminación |
| 2              | Quickstep / «Puttin' On the Ritz»                 | 9                      | 9                      | 9                      | 9                      | Salvados        |
| 3              | Vals vienés / «There Are Worse Things I Could Do» | 7                      | 7                      | 7                      | 7                      | Salvados        |
| 4              | Chachachá / «Million Dollar Bill»                 | 9                      | 10                     | 9                      | 9                      | Salvados        |
| 5              | Salsa / «Quimbara»                                | 9                      | 10                     | 10                     | 10                     | Salvados        |
| 6              | Tango / «Vampire»                                 | 9                      | 9                      | 9                      | 9                      | Salvados        |
| 7              | Jive / «Shake Ur Body»                            | 8                      | 10                     | 10                     | 8                      | Salvados        |
| 8              | Tango argentino / «Tattoo»                        | 9                      | 10                     | 10                     | 10                     | Salvados        |
| 9              | Jazz / «Ain't No Other Man»                       | 9                      | 10                     | 10                     | 10                     | Salvados        |
| 10             | American smooth / «It's Oh So Quiet»              | 8                      | 9                      | 8                      | 9                      | Dos últimos     |
| 11             | Pasodoble / «Backstage Romance»                   | 10                     | 10                     | 10                     | 10                     | Sin eliminación |
| 12 (Semifinal) | Rumba / «Lift Me Up»                              | 9                      | 9                      | 9                      | 9                      | Salvados        |
| 12 (Semifinal) | Charlestón / «Fit as a Fiddle»                    | 10                     | 10                     | 10                     | 10                     | Salvados        |
| 13 (Final)     | Quickstep / «Puttin' On the Ritz»                 | 10                     | 10                     | 10                     | 10                     | Segundo puesto  |
| 13 (Final)     | Showdance / «Friend Like Me»                      | 9                      | 10                     | 10                     | 10                     | Segundo puesto  |
| 13 (Final)     | Tango argentino / «Tattoo»                        | 10                     | 10                     | 10                     | 10                     | Segundo puesto  |

- Temporada 22 con Sam Quek

| Semana | Baile / Canción                           | Puntajes de los jueces | Puntajes de los jueces | Puntajes de los jueces | Puntajes de los jueces | Resultado       |
| Semana | Baile / Canción                           | C. R.                  | M. M.                  | S. B.                  | A. D.                  | Resultado       |
| ------ | ----------------------------------------- | ---------------------- | ---------------------- | ---------------------- | ---------------------- | --------------- |
| 1      | Foxtrot / «Where Did Our Love Go»         | 6                      | 6                      | 6                      | 5                      | Sin eliminación |
| 2      | Charlestón / «The Charleston»             | 4                      | 6                      | 6                      | 6                      | Salvados        |
| 3      | Pasodoble / «Elevation (Tomb Raider Mix)» | 7                      | 8                      | 7                      | 8                      | Salvados        |
| 4      | Samba / «Hips Don't Lie»                  | 7                      | 7                      | 7                      | 7                      | Salvados        |
| 5      | Quickstep / «Unwritten»                   | 6                      | 7                      | 6                      | 7                      | Salvados        |
| 6      | Jive / «Time Warp»                        | 7                      | 8                      | 8                      | 8                      | Salvados        |
| 7      | American smooth / «Love Story»            | 6                      | 8                      | 7                      | 8                      | Eliminados      |

### Otros trabajos
En marzo de 2024, Kuzmin entró en la casa de Celebrity Big Brother como concursante en la vigesimotercera temporada. Terminó la temporada en segundo lugar, por detrás de David Potts, de Ibiza Weekender.
En septiembre de 2024 Kuzmin anunció que aparecería con Jowita Przystał en Dancing with the Stars Weekends de 2025.

## Vida personal
En marzo de 2022, Kuzmin apareció en Lorraine para hablar de sus temores por su abuela que vivía en Ucrania tras la invasión rusa de Ucrania. Más tarde se reunieron.
En octubre de 2023, se informó de que Kuzmin salía con una modelo llamada Lauren Jaine.
Es diabético de tipo 1 y se lo diagnosticaron a los 13. Su sensor de monitor continuo de glucosa se ve a menudo en sus trajes de Strictly Come Dancing.